# حشره‌خوار کاتینکا
 حشره‌خوار کاتینکا (نام علمی: Crocidura katinka) نام یک گونه از سرده حشره‌خوارهای دندان‌سفید است.